# Microdrosophila bullata
Microdrosophila bullata är en tvåvingeart som beskrevs av Hajimu Takada och Momma 1975. Microdrosophila bullata ingår i släktet Microdrosophila och familjen daggflugor. Inga underarter finns listade i Catalogue of Life.